# Geografia dos Estados Federados da Micronésia

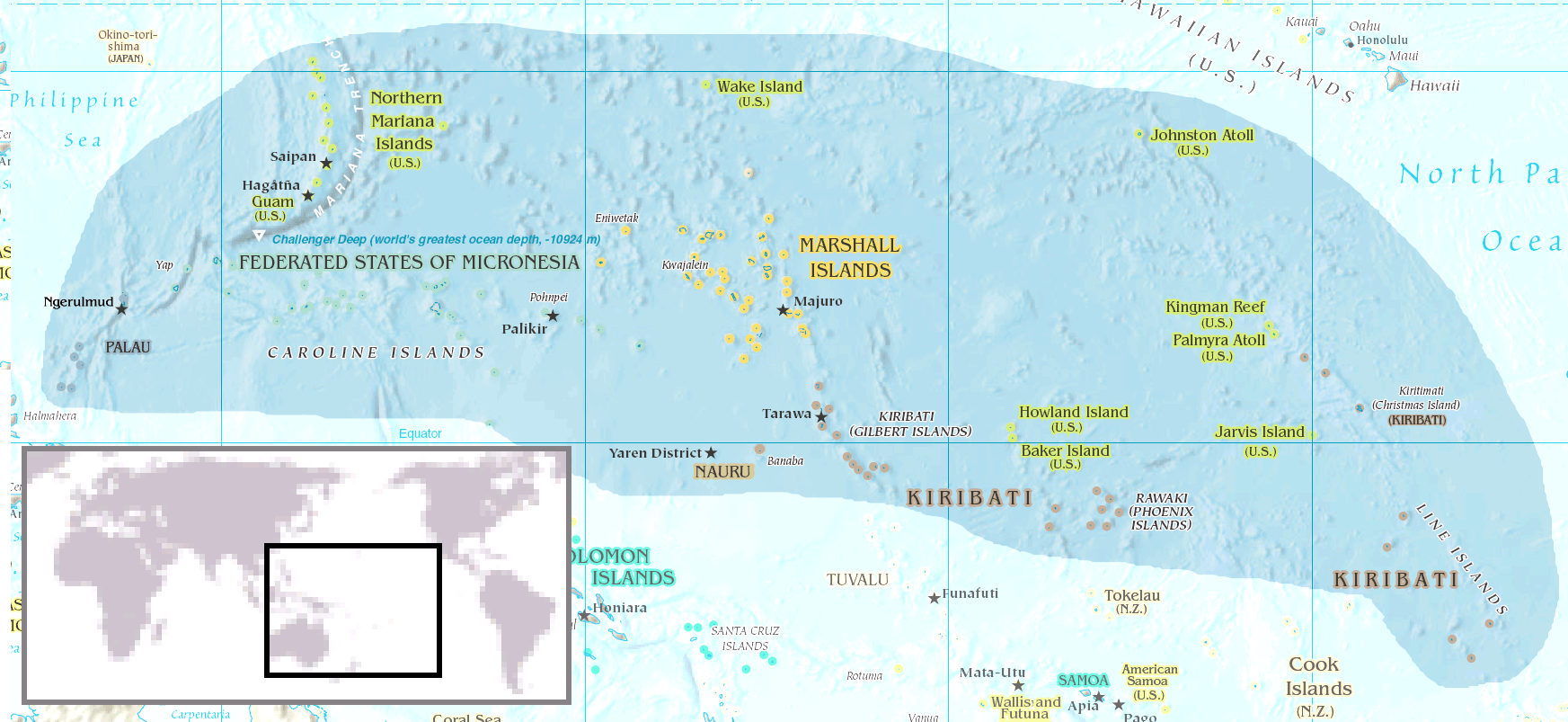
Mapa dos Estados Federados da Micronésia.

Os Estados Federados da Micronésia contam com 607 ilhas que se estendem por 2900 km pelo arquipélago das Ilhas Carolinas, a leste das Filipinas. Os quatro grupos de ilhas constituintes são: Yap, Chuuk (chamada de Truk até janeiro de 1990), Pohnpei (Ponape até novembro de 1984), e Kosrae. A capital federal é Palikir, em Pohnpei. Separada dos quatro principais estados, há as ilhas de Nukuoro e Kapingamarangi, que geograficamente e politicamente são parte da Micronésia, porém linguisticamente e culturalmente, seriam da Polinésia: os idiomas falados nestas duas ilhas são da família samoana das línguas polinésias.
A Micronésia goza de um clima tropical, com altas temperaturas ao longo do ano. A chuva é geralmente abundante, e Pohnpei é, supostamente, um dos lugares mais húmidos do planeta, com até 8,4 m de precipitação por ano. No entanto, há condições de seca que ocorrem periodicamente na Micronésia, especialmente quando o fenômeno El Niño move-se para a parte oeste do Oceano Pacífico, e as fontes subterrâneas encolhem em proporções dramáticas. Tufões tropicais são uma ameaça anual, particularmente aos atóis de baixa altitude.